# Cryptasterina pacifica
Cryptasterina pacifica är en sjöstjärneart som först beskrevs av Hayashi 1977.  Cryptasterina pacifica ingår i släktet Cryptasterina och familjen Asterinidae. Inga underarter finns listade i Catalogue of Life.